# Euskaltel Euskadi
O Euskaltel Euskadi foi uma equipa ciclista profissional espanhola de categoria UCI Pro Team. Foi propriedade da empresa telefónica Euskaltel através de sua sociedade Basque Pro Cycling Team.
x
A esquadra criou-se para a temporada 2013; até então Euskaltel tinha sido o patrocinador principal do Euskaltel-Euskadi propriedade da Fundação Euskadi.
Os sérios inconvenientes financeiros e o não encontrar um segundo patrocinador para 2014, levaram a que a 20 de agosto de 2013 a equipa comunicasse o seu desaparecimento. Depois da notícia, o piloto de fórmula 1 Fernando Alonso se interessou pela situação da formação basca e a 2 de setembro anunciou que tinha chegado a um preacordo com a Euskaltel para aquisição de Basque Pro Cycling Team. Lembro que finalmente não se fez efectivo por divergências com os contratos.

## História da Equipa

### Do Euskaltel-Euskadi da Fundação Euskadi ao Euskaltel Euskadi do Basque Pro Cycling Team

#### Apresentação e mudança de filosofia nas contratações
A 24 de julho de 2012 a empresa Euskaltel anunciou oficialmente o seu projecto de formar uma equipa ciclista a partir de 2013, num acto celebrado na sede da companhia em Derio, dentro do Parque Tecnológico de Vizcaya. A operadora, que desde setembro de 1997 tinha sido o principal patrocinador da primeira equipa da Fundação Euskadi (motivando a mudança de nome do Euskadi a Euskaltel-Euskadi), criaria a esquadra Euskaltel Euskadi da que seria proprietária através de sua sociedade Basque Cycling Pro Team. No acto participaram Alberto García Erauzkin, presidente de Euskaltel, e Igor González de Galdeano, quem seria o principal responsável pela nova formação; ambos simbolizaram o acordo se dando um apretón de mãos ante os meios congregados, com uma colecção dos maillots da Fundação Euskadi patrocinados até então pela companhia de fundo. García Erauzkin definiu o anúncio como o começo do "segundo grande ciclo" da relação de Euskaltel com o ciclismo, "baseada na cantera, ainda que com o objectivo irrenunciable de estar na elite do ciclismo mundial".
O Euskaltel Euskadi de Euskaltel acolheria aos ciclistas com contrato em vigor face à seguinte temporada com o Euskaltel-Euskadi da Fundação Euskadi (caso de Mikel Nieve, quem de facto estendeu seu contrato pouco depois, Gorka Izagirre ou Romain Sicard), além de renovar a corredores como Samuel Sánchez (qualificado como "puntal e líder indiscutible"), Igor Antón, Íon Izagirre e Mikel Landa. No entanto os pontos obtidos desta forma resultavam insuficientes para se assegurar por parte da UCI uma licença ProTeam que lhe garantisse um posto na elite, com acesso directo ao calendário WorldTour. Com o propósito de conseguir dita licencia a nova esquadra mostrou-se aberta a fichar a ciclistas que pudessem contribuir os pontos necessários, independentemente de sua procedência e lugar de formação, no que supunha uma ruptura com a linha de actuação ou filosofia seguida para sua equipa pela Fundação Euskadi.
Segundo os novos responsáveis, o propósito do contrato de ciclistas "estrangeiros" (isto é, não bascos nem formados nas categorias inferiores de sua cantera) era conseguir os pontos de mérito necessários para que a equipa se mantivesse na elite, simultaneamente que se tratava de reforçar o elenco em aspectos como a contrarrelógio, o sprint ou a disputa das clássicas. Explicaram ademais a necessidade de adequar às mudanças impulsionados pela UCI em pos de um ciclismo mais globalizado, tanto no relativo às carreiras a disputar como no referido à procedência dos ciclistas que as corriam. Sua intenção, não obstante, era que os líderes da esquadra seguissem sendo corredores vinculados ao ciclismo basco.
Coincidindo com o acto de apresentação em julho, anunciou-se que o compromisso inicial de Euskaltel com o projecto era de 27 milhões de euros para três temporadas, o que supunha um orçamento anual de uns 9 milhões de euros (contribuídos quase integralmente pela operadora).  Em outubro esse compromisso viu-se formalmente aumentado tanto em duração como em quantia, ascendendo a um total de 40 milhões de euros para quatro temporadas. Isto supunha um notável incremento do orçamento com respeito à anterior formação (de 6,5 milhões a ao redor de 10), e especialmente um significativo aumento da contribuição de Euskaltel, que mais que triplicaba sua contribuição (nos últimos anos de seu patrocínio ingressava 3,25 milhões por temporada à Fundação Euskadi). A mudança de proprietário implicou também uma separação mais estrita no relativo à gestão: o manager geral Galdeano estaria ao comando do apartado desportivo, enquanto a gestão económica e administrativa seria levada a cabo directamente por Euskaltel; a empresa designou para esse cometido a Mikel Astorkiza.

#### Galdeano, à busca de pontos de mérito
A designação por parte de Euskaltel do exciclista Igor González de Galdeano como máximo responsável pelo novo Euskaltel Euskadi supôs seu regresso à primeira linha do ciclismo mal médio ano após ter renunciado a seu cargo no Euskaltel-Euskadi (onde depois de seis anos tinha chegado a ser o mánager geral, sendo o encarregado da equipa e estando só acima dele Miguel Madariaga, presidente da proprietária Fundação Euskadi). Perguntado sobre o motivo de sua volta, o alavés disse que não podia deixar passar essa oportunidade "porque se propôs fazer uma equipa diferente. Quer-se mudar para crescer e estar à altura dos 18 melhores equipas do mundo".
O principal objectivo de Galdeano nos meses que restavam até o arranque da temporada 2013 consistiu em realizar os contratos que assegurassem os pontos de mérito suficientes como para obter da UCI uma licença da máxima categoria (ProTeam), com a novidade já conhecida de que à hora de realizar essas contratações podia fichar também a corredores que no projecto anterior da Fundação Euskadi não teriam tido cabida por não cumprir com o recolhido em seus estatutos. O conjunto basco não era no entanto o único interessado em contratar a ciclistas com pontos de mérito acumulados nas duas temporadas anteriores e sem equipa para a seguinte campanha, dado que outras esquadras precisavam também fazer com os serviços de vários deles para se garantir a permanência na elite ou para tentar sua entrada na mesma.
Dava-se a circunstância de que pelas particularidades do sistema utilizado pela UCI para atribuir os pontos de mérito aos corredores, os triunfos ou bons postos conseguidos em carreiras de pouca tradição ou renome em Europa (bem modestas provas celebradas no continente dentro do UCI Europe Tour ou aquelas disputadas dentro dos circuitos continentais africano, americano, asiático ou oceánico) outorgavam aos ciclistas que os conseguiam um número de pontos relativamente alto, de maneira que corredores pouco conhecidos de cinco continentes enrolados até então em equipas de categoria Profissional Continental (segunda divisão) ou Continental (terceira divisão), quando não amateurs que competiam de forma livre em carreiras de ditos circuitos, se converteram em objeto de desejo por parte de esquadras que como Euskaltel Euskadi aspiravam a obter para 2013 uma licença ProTeam (primeira divisão).
Com o 20 de outubro como a data limite estabelecida pela UCI para apresentar os elencos definitivos, as equipas se embarcaram em negociações com os ciclistas pretendidos, com frequência coincidentes. Salvo em alguns casos filtrados através das redes sociais, os contactos e acordos realizaram-se em segredo, de maneira que durante o processo e até a data limite em que fá-se-iam públicas todas as contratações, os responsáveis por uma formação desconheciam a ciência verdadeira a quem tinham fichado as esquadras rivais (e, por tanto, quantos pontos de mérito lhes separavam da cada um deles e, em definitiva, do posto ansiado no ranking).

#### Controvérsia sobre a mudança de filosofia e sua necessidade
Os gestores da equipa justificaram o contrato de ciclistas foráneos argumentando que pretendiam somar os pontos de mérito necessários para entrar entre os 15 primeiros no ranking de méritos desportivos da UCI e obter assim automaticamente a licença ProTeam; segundo seus cálculos, nem fichando a todos os corredores bascos em activo do pelotón conseguir-se-ia esse objectivo. O novo mánager geral, Igor González de Galdeano, sintetizou-o da seguinte maneira: "ficharé para somar os pontos que nos façam falta". A decisão de fichar estrangeiros foi motivo de controvérsia entre a torcida basca, que tinha apoiado ao projecto desenvolvido até então pela Fundação Euskadi com sua particular filosofia de contratar unicamente a ciclistas autóctonos ou formados em sua cantera. Galdeano disse ser consciente de que a decisão de mudar de filosofia seria polémica, "mas não tem sido decisão de Igor, nem das instituições, nem de Euskaltel; simplesmente adaptámos-nos".
Especialmente crítico com o novo rumo mostrou-se o exciclista Roberto Laiseka, autor das primeiras vitórias em Volta e Tour da equipa gestado baixo o paraguas da Fundação Euskadi e considerado seu principal emblema: "tudo isto me parece uma vergonha e com o tempo Euskaltel se vai dar conta de que tem metido a pata, porque sua imagem entre a torcida vai ficar muito tocada". O escalador vizcaíno recordou que o motivo pelo que se tinha criado a esquadra vinte anos dantes era impulsionar o ciclismo basco e considerou que a nova andadura supunha "começar de zero". Outro destacado excorredor laranja, David Etxebarria, destacou também o singular vínculo entre equipa e torcida que se tinha gestado durante a etapa prévia, na que em contraste com a tendência habitual de apoiar a um ou outro ciclista se tinha passado a apoiar à formação em seu conjunto, um fenómeno que desde seu ponto de vista não manter-se-ia depois da mudança de filosofia já que tinha passado a ser "uma equipa mais".
Algumas vozes dentro da torcida mostraram sua preferência por que a esquadra se mantivesse fiel à filosofia e não fichara a estrangeiros, ficando assim fora dos quinze primeiros e ainda a risco de ficar fosse do UCI WorldTour em caso de não obter da Comissão de Licenças uma das três praças ProTeam restantes por atribuir. Esta corrente de opinião argumentava que ainda que a esquadra passasse a ser Profissional Continental (segunda divisão) poderia obter convites dos organizadores para participar nas provas de primeiro nível com especial interesse para a formação (caso da Volta ao País Basco, o Tour de France ou a Volta a Espanha). Galdeano respondeu que não tinha nenhuma garantia de que os organizadores convidassem ao conjunto basco a suas carreiras, e que ainda assim a diferença entre ser UCI ProTeam (tendo acesso directo a todas as grandes citas do calendário, englobadas no UCI WorldTour, e cobrando por isso) ou não o ser (o que implicava pagar para obter convites) não era asumible: "sem World Tour entraríamos numa morte doce".
Por outra parte, a justificativa de que para conseguir uma licença ProTeam era indispensável fichar a estrangeiros não foi aceite unanimemente, se mostrando especialmente crítico o diário abertzale Gara: segundo seus cálculos, o contrato de estrangeiros não seria suficiente para ficar entre os quinze primeiros e obter assim a licença automaticamente, ficando a expensas da Comissão de Licenças igual que nos anos anteriores com a filosofia da Fundação Euskadi de não contratar a corredores foráneos. Ante essas informações desde a equipa responderam que em qualquer caso o objectivo era estar entre os 18 primeiros, de maneira que pese a não conseguir a entrada de forma automática ao menos estivessem bem posicionados face a obter uma das três licenças por atribuir. O diário, no entanto, entendia que a posição conseguida entre esses cinco aspirantes a uma licença por atribuição era irrelevante a olhos da Comissão e que uma equipa sem estrangeiros como em anos anteriores teria sido (ao igual que em temporadas precedentes) capaz de conseguir o passe ante a Comissão de Licenças, pelo que achava que o contrato de estrangeiros era desnecessário e que dividiria à torcida. A equipa ficaria depois entre os quinze primeiros graças aos pontos contribuídos pelos estrangeiros, mas quando finalmente se conheceu a lista completa com os 18 equipas que tinham conseguido uma licença UCI ProTeam, incluídos os que o tinham feito graças à Comissão de Licenças depois de renunciar a fichar sozinho para somar pontos, a publicação se reafirmou em suas críticas: a saber, que desde seu ponto de vista se podia ter seguido na elite mantendo a filosofia e renunciando a fichar estrangeiros pelos pontos dado que a Comissão de Licenças ter-lhe-ia concedido igualmente uma licença ProTeam por vários anos, tal e como tinha ocorrido com o Argos-Shimano ou o Saxo-Tinkoff.
Os reproches se focalizaron com frequência na figura de Galdeano, cujo regresso a primeira linha da mão de Euskaltel poucos meses após ter renunciado a esse mesmo cargo na etapa da Fundação Euskadi foi interpretado em certos foros como "uma traição"; perguntado ao respeito, o exciclista alavés respondeu que a acusação carecia de fundamento e se remeteu às explicações oferecidas em seu momento tanto para sua marcha como para sua volta. Em torno da polémica, Laiseka deixou a seguinte reflexão: "foram-se por dinheiro e agora voltam por dinheiro, mas se encontraram com que todo mundo ciclista de Euskadi lhes dá as costas, em parte porque eles não querem falar com ninguém".

#### Tentativas frustradas: os asturianos, Freire e Firsanov
Um dos primeiros contratos que se propôs o novo projecto de Euskaltel foi o de algum corredor asturiano. Além do possível interesse desportivo nessa opção existia também uma vertente comercial, dado que a companhia telefónica tinha estudado meses dantes ampliar seu mercado adquirindo a empresa asturiana Telecable. Finalmente o projecto não se levou a cabo em nenhuma de suas vertentes: dos ciclistas baralhados, Dani Navarro fichó pelo Cofidis, Benjamín Noval seguiu de gregario no Saxo Bank e Carlos Barredo ficou sem equipa após que o Rabobank lhe apartasse por uns valores anómalos em seu passaporte biológico; assim mesmo, Euskaltel não seguiu adiante com seu interesse por Telecable.
O diário El País revelou que Igor González de Galdeano tinha contactado com o triplo campeão do mundo Óscar Freire depois da disputa do Mundial de Valkenburg, onde se tinha despedido publicamente do ciclismo, para lhe propor sua incorporação ao projecto como corredor por um ano para passar posteriormente ao organigrama técnico. Segundo essa oferta, Freire teria liberdade para decidir em que carreiras desejava participar (fundamentalmente clássicas como a Milão-Sanremo, na que se tinha imposto três vezes), e inclusive para não correr em absoluto se seu desejo era não voltar à competição: o verdadeiro interesse da esquadra para ficharle provia/provinha de 100 pontos de mérito que contribuiria sua presença no elenco. O cántabro recusou a proposta, chamada de "grotesca" e "cambalache" na informação original, argumentando principalmente o desejo de sua família de que abandonasse a estrada; Galdeano, amigo de Freire após que ambos coincidissem em sua época de corredor no Vitalicio Seguros, enfatizou que nunca oferecer-lhe-ia algo que não fosse digno, e ainda que reconheceu o contacto negou o extremo de que se lhe tivesse proposto passar um ano em elenco sem nem sequer competir.
Por sua vez Sergey Firsanov, chefe de bichas da equipa RusVelo, desvelou em F-Sport que foi tentado pelos dirigentes da equipa devido a seus pontos. No entanto, recusou a oferta porque sentia que não ia ser bem visto pelos aficionados bascos e que na maioria de ocasiões, ao ser um corredor estrangeiro, ia ter que trabalhar para corredores locais, lhe lhe cortando a progressão.

#### Polémica pela não renovação de Txurruka e Velasco
A nova direcção encabeçada por Igor González de Galdeano decidiu prescindir de Amets Txurruka e Iván Velasco, corredores vinculados durante anos ao anterior projecto, principalmente em labores de gregario. Galdeano informou-lhes de que não contava com eles porque não contribuíam os pontos suficientes através de sendas chamadas telefónicas de um minuto. Dava-se a circunstância de que a estes corredores se lhes tinha pedido em seu momento que renunciassem a objectivos individuais para se sacrificar trabalhando em pos de algum dos líderes da esquadra, que eram quem conseguiam se for o caso os pontos em disputa.
Estas decisões levantaram uma forte polémica entre os seguidores tradicionais da equipa, especialmente no caso de Txurruka: sócio da Fundação Euskadi desde sua criação quando era ainda um menino, era muito valorizado pela torcida por seu carácter combativo e se tinha convertido num símbolo da esquadra. Txurruka declarou que assumia sua marcha, mas que lhe molestavam as formas nas que lhe tinha sido comunicada a decisão por parte dos novos responsáveis. O ciclista mostrou ademais seu agradecimento à torcida, bem como a Miguel Madariaga e à Fundação Euskadi, pelo apoio recebido.
Ante o descontentamento entre os aficionados, o próprio Galdeano reconheceu uma má gestão no relativo a sua saída, ainda que acrescentou que "há bascos endiosados sem ter ganhado nada". Ademais recordou que nem Txurruka nem Velasco tinham fichado por um conjunto UCI ProTeam, apontou que não bastava com ser um ciclista carismático e pôs a Egoi Martínez, Juanjo Oroz e Gorka Verdugo como exemplos de ciclistas renovados pese a não contar com pontos de mérito.

#### Crítica de excorredores em activo ao novo projecto
O 21 de setembro de 2012 sete ciclistas de outras equipas que tinham militado previamente no Euskaltel-Euskadi assinaram um comunicado na contramão da nova gestão desportiva; tratava-se de Beñat Intxausti, David López e Jonathan Castroviejo (Movistar), Haimar Zubeldia e Markel Irizar (RadioShack-Nissan), Koldo Fernández de Larrea (Garmin-Sharp) e Iker Camaño (Endura Racing).
Estes ciclistas chamavam à nova equipa directiva a não romper com a filosofia do projecto anterior da Fundação Euskadi dirigida por Miguel Madariaga, assinalando que "lamentamos e nos entristece sobremaneira a deriva que está a tomar este projecto desde que tem caído em mãos da nova gestão", e mostraram seu temor a que o contrato de estrangeiros pudesse tirar postos no elenco a corredores bascos e se limitasse assim a opção de ser profissional para muitos deles: "que nunca se produza o paradoxo de que enquanto tenha corredores bascos com bons resultados militando em equipas de fora, sejam os corredores de fora os que ajudem a manter em activo o projecto de uma equipa basca".
Os assinantes personalizaram suas críticas em Igor González de Galdeano (com quem tinham coincidido durante a etapa deste na direcção da equipa e ao que evitaram nomear, se referindo a ele como «IGG»), especialmente no relativo à não renovação de Txurruka e Velasco: "a desculpa posta por IGG para argumentar o cesse de seu contrato -a ausência de pontos e sua falta de progressão- parece-nos um golpe baixo aos valores e ao espírito que este projecto sempre tem mantido e defendido desde seus inícios com Miguel Madariaga à frente".
Dava-se a circunstância de que vários dos assinantes tinham declinado em seu momento ofereces realizadas por Miguel Madariaga para renovar com o conjunto basco, preferindo marchar a outras equipas. Intxausti, ademais, tinha preferido debutar como profissional com outra esquadra em lugar de fazer no seio da Fundação Euskadi.

#### Composição final e obtenção da licença UCI ProTeam
O 22 de outubro, dois dias após que finalizasse o prazo concedido pela UCI às equipas para a elaboração dos elencos, se anunciou publicamente a composição do novo Euskaltel Euskadi. Confirmou-se assim a incorporação de nove ciclistas que não teriam tido cabida com a filosofia mantida até então pela Fundação Euskadi. Todos eles procediam de equipas não UCI ProTeam, a maioria de formações de categoria Profissional Continental, no que suporia o debut de todos eles na primeira divisão do ciclismo mundial.
Mais especificamente, tratava-se de Tarik Chaoufi (ganhador do último UCI Africa Tour e vigente campeão marroquino, tecnicamente um neoprofesional dado que até então tinha competido como amateur), os eslovenos Jure Kocjan e Robert Vrečer, o russo Alexander Serebryakov (ao que atribuir-se-iam as clássicas de pavé do norte), o português Ricardo Mestre (que tinha destacado no calendário luso), o pistard grego Ioannis Tamouridis (heptacampeón heleno contrarrelógio), os veteranos alemães Steffen Radochla e André Schulze (de 34 e 38 anos respectivamente no momento de seu debut laranja) e o espanhol Juan José Lobato (gaditano já conhecido pela torcida basca depois de seu triunfo no primeiro Circuito de Guecho com meta no Txomintxu, e ao que a equipa Andaluzia libertou de seu contrato para lhe permitir dar o salto à elite). À margem desses nove contratos, as outras duas incorporações seriam as dos jovens Garikoitz Bravo (até então no Caixa Rural) e Jon Aberasturi (sprinter, e único ciclista obtido desde o Orbea Continental).
Alguns meios de comunicação especializados chegaram a qualificar como "bochornosa" a lista de contratos da equipa chegando a afirmar que "A licença ProTour tem cegado aos dirigentes da esquadra laranja" só chegando a destacar a incorporação de Juan José Lobato ainda que com um papel secundário de mero complemento.
Igor González de Galdeano disse que achava que tinham feito os deveres e se mostrou confiado face às possibilidades da esquadra para obter uma licença ProTeam, enquanto sobre os contratos explicou que somavam pontos de mérito face à UCI ao mesmo tempo que contribuíam qualidade nos tradicionais pontos débis da formação laranja. O manager geral compareceu ante os meios junto a seus quatro directores desportivos: da Fundação Euskadi chegavam Gorka Gerrikagoitia (que seguiria sendo o principal), seu irmão maior Álvaro González de Galdeano e Iñaki Isasi, aos que se somava Óscar Guerreiro. Os preparadores físicos seriam Álex Díaz (também procedente do anterior projecto) e Iñigo Mujika (fisiólogo formado em Austrália), enquanto Josu Larrazabal passou ao RadioShack Leopard. Quanto ao quadro médico, estaria composto pelos galenos Sergio Quílez (que permanecia assim em seu posto) e Eduardo González Salvador (que se reincorporava depois de ter estado anteriormente); não continuaram pelo contrário os facultativos Guillermo Custa e Raquel Ortolano (esta última se foi ao Astana).
O 29 de outubro a UCI fez público um comunicado no que confirmava que o Euskaltel Euskadi estava entre os 15 primeiras equipas no ranking desportivo elaborado segundo os pontos de mérito, o que praticamente supunha a obtenção de uma licença UCI ProTeam. Ainda que a nota ordenava a estas esquadras alfabeticamente, de forma extraoficial filtrou-se que tinha ocupado a decimoquinta posição, superando por mal 20 pontos ao Argos-Shimano, apesar de que ao invés que se for o caso a esquadra neerlandesa não se tinha empenhado no contrato de corredores de escasso talento procurando seus pontos.
O 10 de dezembro, e depois de superar também o trâmite de receber o visto bom da Comissão de Licenças no relativo a aspectos económicos, administrativos e éticos, a UCI confirmou que a esquadra teria uma licença ProTeam para quatro temporadas: desde 2013 até 2016.

#### Polémica sobre o traspasso da frota
Os dirigentes do novo projecto de Euskaltel pretendiam que a frota utilizada pelo até então equipa da Fundação Euskadi (quatro autocarros, uma autocaravana, um camião e diverso material) passassem à nova formação. Miguel Madariaga negou-se a que este traspasso se produzisse de maneira gratuita, argumentando que esses autocarros eram propriedade da Fundação, de maneira que exigia o pagamento de uma quantidade a mudança. Segundo Madariaga esse dinheiro era necessário para que a Fundação pudesse fazer frente aos pagamentos comprometidos até final de ano, reparando assim a redução nas contribuições das administrações públicas (Governo Basco e diputações); mais especificamente, cifrava em 565 000 euros o dinheiro extra que precisaria arrecadar mediante a venda de ditos bens para concluir no ano sem dívidas.
Com o passar das semanas a mensagem foi-se endurecendo, chegando a afirmar Madariaga que a Fundação se encontrava "com o água ao pescoço" e que se impunha imprescindível que a Euskaltel pagasse pelos autocarros para que as suas contas pararam. A negociação se enquistó de tal modo que os responsáveis pelo novo Euskaltel Euskadi tiveram que pedir à Fundação Euskadi que lhes cedessem os autocarros para a apresentação com os corredores em outubro; ademais, Igor González de Galdeano pôs-se em contacto com seu antigo director Manolo Saiz para falar sobre a frota que este ainda possuía de seus tempos na ONZE/Liberty Seguros, ainda que assegurou que seu interesse nesse caso se limitava a um tipo de veículo que não possuía a estrutura de Madariaga.
Em novembro por falta de fundos a Fundação Euskadi não pagou a nómina desse mês nem a seus ciclistas nem ao resto de trabalhadores da instituição, segundo admitiu o próprio Madariaga a Euskadi Irratia dias após a dívida; o presidente qualificou o momento como "o mais difícil" pelo que tinham atravessado, e explicou que a única forma de pagar em sua totalidade os 857 000 euros comprometidos (a soma das faturas de novembro e dezembro) era que pudesse dantes vender os autocarros, valorizados em 918 000 euros.

Nessa tesitura, Euskaltel e Madariaga acercaram posturas, e finalmente a 14 de dezembro chegaram a um acordo segundo o qual a companhia telefónica comprava à Fundação Euskadi seus autocarros a mudança de 550 000 euros. Essa venda aliviou a situação da Fundação, que pôde abonar pagamentos pendentes, mas não a solucionou por completo: de facto, depois da assinatura ainda precisava em torno 250 000 euros para concluir no ano e liquidar assim sem dívidas o que tinha sido a sua equipa original.
Não obstante o desencontro não concluiu depois do acordo, dado que ambas partes ofereceram versões contrapostas sobre seu significado. Euskaltel qualificou a compra como "uma amostra mais do seu compromisso histórico com a Fundação Euskadi, já que vai em sua ajuda mediante uma contribuição extraordinária adicional". Madariaga respondeu ao comunicado da companhia da seguinte forma: "Dizem que nos salvaram, mas disso nada. Têm comprado um material que precisam e porque não tem ficado mais remédio".

#### Apresentação do novo maillot e corredores
No final de novembro chegaram os novos contratos para incorporar-se à primeira concentração da equipa. Enquanto a maioria de estrangeiros comunicavam-se em inglês Tarik Chaoufi precisou um intérprete especial para comunicar-se em árabe. Nessa primeira concentração Igor González de Galdeano comunicou que graças à ampliação de elenco tinha mudado a proposta com respeito a temporadas anteriores tendo previsto correr entre 30 ou 40 dias mais de competição sobretudo em carreiras de um dia em Bélgica, Países Baixos e a Copa do França (pertencentes ao UCI Europe Tour). Assim mesmo, anunciou um programa especializado para que a cada corredor puliese suas qualidades imitando o módelo da exitosa equipa Sky.
A 18 de dezembro apresentou-se o novo maillot desenhado por Bio-Racer na que destacava o desaparecimento de qualquer alusão à Fundação Euskadi. No desenho mantinha-se o actual logotipo de Euskaltel em forma de borboleta e acrescentava-se um novo logo de Euskadi no que realçava a letra K. Por outra parte acrescentava-se negro nos laterais do maillot bem como uma ikurriña no ombro direito e na parte traseira do calção com fundo negro. A diferença de outras apresentações de maillots os elencos não foram os próprios corredores do equipo sinão que se seleccionaram a três corredores do ciclismo amador basco-navarro, estes foram: Lierni Lekuona (Tolosa Clube de Futebol), Josu Albizua (Sociedade Ciclista Aiala) e Gotzon Martín (Sociedade Ciclista Ugao) de Guipúzcoa, Álava e Biscaia, respectivamente.
No entanto, ainda se mantinha a incógnita de como seriam os maillots de campeões nacionais: Tarik Chaoufi (estrada) e Ioannis Tamouridis (contrarrelógio). Parte dessa incógnita desvelou-se a 9 de janeiro de 2013 com a apresentação oficial dos corredores na que Tarik apareceu com uma pequena bandeira de Marrocos no peito substituindo o logotipo de Euskaltel junto a outras bandeiras de menor tamanho nas mangas e na borda dos calções.

### Início da nova temporada
O início da temporada não pôde ser mais esperançador com os irmãos Izagirre (Íon e Gorka) destacando no Tour Down Under de 2013 -4º e 7º respectivamente- localizando-se a equipa no 2º lugar da classificação por equipas do UCI WorldTour de 2013 depois dessa prova inicial.
No entanto as vitórias não chegaram e em março o manager geral fez um primeiro balanço da temporada lamentando da falta de vitórias da equipa ainda com estrangeiros desculpando com o argumento de que nenhum vascão tinha ganhado desde a vitória de etapa de Íon Izagirre no Giro d'Italia 2012 (obviando as vitórias de Gorka Izagirre na Clássica de Ordizia 2012, de Egoitz García na Paris-Corrèze 2012, de Pablo Urtasun -conquanto é navarro entrava na antiga filosofia da equipa- numa etapa do Tour de Grã-Bretanha 2012 ou as conseguidas por Víctor da Parte ao longo do 2012 e inícios do 2013). Quanto aos estrangeiros lamentou-se de que a maioria deles tinham sofrido diferentes lesões e que com Alexander Serebryakov e Tarik Chaoufi tiveram problemas com o visto e Alexander inclusive com a nieve em Rússia; o único novo integrante do elenco que tinha conseguido resultados destacados foi Juan José Lobato com 2 top-tem em diferentes carreiras de um dia espanholas.
Samuel Sánchez, líder da equipa, também saiu à palestra para se desculpar e assinalando ao resto da equipa já que desta vez ele não tinha que render ao máximo nível nesses primeiros meses já que se reservava para o Giro d'Italia em maio.

#### Positivo de Serebryakov e reacções
Posteriormente analisou-se outra mostra de Serebryakov do ano anterior, com o aplicativo das novas técnicas de busca de EPO da Agência Mundial Antidopaje confirmando outro positivo numa mostra recolhida o 21 de fevereiro de 2012. Paradoxalmente, a empresa que representava a Serebryakov, Velofutur, em consequência do positivo de Mustafa Sayar e outros três ciclistas no Tour de Argélia junto outros três ciclistas russos, emitiu em julho um comunicado analisando como corredores desconhecidos destacam em carreiras menores onde os controles são mais laxos e alabou, em certa maneira, que se descobrissem esses casos. No entanto, não mencionou a Serebryakov que destacou principalmente em carreiras do UCI Ásia Tour 2011-2012.

#### Problemas económicos
Apesar de que Euskaltel anunciasse um projecto em longo prazo nos que se ia fazer cargo praticamente de todo o orçamento (dentre 9 e 10 milhões de euros ao ano) durante a disputa do Tour de France de 2013 emitiu um comunicado aclarando ou rectificando que realmente só contribuía 7 milhões de euros durante a temporada em curso de maneira excepcional e que nos anos posteriores estavam no ar já que só tinham pensado contribuir 3,5 milhões (em frente aos 3,25 que destinava quando a equipa pertencia à Fundação Euskadi). No último parágrafo de dito comunicado instava indirectamente às administrações públicas que voltassem a contribuir com o dinheiro de antanho à equipa.
Surpreendentemente, em princípio, não se propunha um descida de categoria à Profissional Continental na que um orçamento de 3,5 milhões (sem contar o que poderiam contribuir outros patrocinadores) poderia garantir a continuidade da equipa nessa categoria menor. Enquanto, outra equipa UCI ProTeam com similares problemas económicos como o Vacansoleil-DCM se comunicou abertamente que se propunha o descida de categoria para manter sua estrutura.
Na segunda jornada de descanso de ronda-a gala Igor González de Galdeano declarou que "A equipa se está a desfazer" inclusive alertando que parte dos corredores poderiam abandonar o Tour devido à instabilidade da equipa. O manager da equipa lamentou-se do complexo que resultava essa situação como os ciclistas olham por seu próprio interesse face a seu futuro. Especialmente significativo foi o ocorrido no dia anterior à jornada de descanso onde Mikel Nieve fez um trabalho para Alberto Contador (líder do Saxo-Tinkoff) na subida Mont Ventoux onde estiveram a falar durante vários quilómetros.

#### Despedida de Tarik Chaoufi e análise dos estrangeiros
A 13 de agosto a equipa comunicou a baixa de Tarik Chaoufi num comunicado no que se tentou justificar o rendimento do resto de estrangeiros. Especialmente significativo foi a análise do rendimento de André Schulze e Steffen Radochla em favor de Juan José Lobato quando Schulze não acabou nenhuma carreira e Radochla só uma das que acabou Juan José. Enquanto os alemães acumularam entre eles só 35 dias de competição finalizados o andaluz chegou aos quase 70.

#### Suposta ampliação do calendário que não foi tal ampla nem satisfatória
Um dos argumentos esgrimidos pelos novos dirigentes para ampliar o elenco com estrangeiros foi o de poder abarcar mais calendário para assim obter mais pontos com corredores com experiência nesse tipo de provas. Assim a princípio de temporada a equipa estreia no Grande Prêmio Ciclista a Marsellesa (1 dia), Estrela de Bessèges (5 dias), Tour do Mediterrâneo (5 dias), Ronde van Drenthe (1 dia) e Handzame Classic (1 dia), Paris-Camembert (1 dia) e Grande Prêmio de Denain (1 dia); e participou-se em outras provas pouco tradicionais para a equipa como a Les Boucles du Sud Ardèche (1 dia) na que já se tinha corrido em 2012 e a Scheldeprijs Vlaanderen (1 dia) na que já se tinha corrido em 2010 e 2011. Também estava prevista sua participação na Dwars door Drenthe (1 dia) e a Nokere Koerse (1 dia) que no entanto foram suspensas pela meteorologia. No final de temporada também se estreia no Tour de Limousin (4 dias), Paris-Bruxelas (1 dia), Grande Prêmio de Fourmies (1 dia), Campeonato de Flandres (1 dia), Grande Prêmio Impanis-Van Petegem (1 dia), Grande Prêmio de Isbergues (1 dia), Tour de Eurométropole (4 dias), Binche-Tournai-Binche (1 dia) e Paris-Bourges (1 dia).
Essas foram as únicas novidades quanto a calendário de toda a temporada, entre o Grande Prêmio de Denain em abril até ao Tour de Limousin em agosto passaram mais de 4 meses sem novidades com respeito a temporadas anteriores, que mal supuseram mais dias de competição já que muitas carreiras espanholas eliminaram etapas (a Volta a Andaluzia passou de 5 a 3 etapas, a Volta a Múrcia e a Volta à Comunidade de Madri de 2 a 1 e a Volta a Astúrias de 4 a 2) e outra como Grande Prêmio de Llodio (1 dia) desapareceu; tendo em conta ademais que a equipa não participou em outras provas tradicionais no calendário do extinto Euskaltel-Euskadi como o Critérium Internacional (2 dias), o Tour de Poitou-Charentes (4 dias) -que se tinha corrido em 2011 e 2012-, a Châteauroux Classic de l'Indre-Trophée Fenioux (1 dia) -que se tinha corrido entre 2009 e 2011- a Volta a Grã-Bretanha (8 dias) -que se tinha corrido entre 2009 e 2012- o Grande Piemonte (1 dia) -que se tinha corrido em 2009, 2011 e 2012- mas que se suspendeu, ou o Tour de Vendée (1 dia).
Em princípio os resultados nessas provas inovadoras foram muito por embaixo do esperado sendo o melhor resultado das novas incorporações o 18º de Ricardo Mestre no Tour do Mediterrâneo superado pelo 15º de Gorka Izagirre na Les Boucles du Sud Ardèche, o 14º de Juan José Oroz na Paris-Camembert e o 13º de Adrián Sáez de Arregi no Grande Prêmio de Denain; curiosamente, outro corredor basco ou navarro não pertencente à equipa, Javier Aramendia, igualou a melhor posição que eles ao ser 13º na Ronde van Drenthe. Até que um surpreendente Steffen Radochla, que até a data levava uma temporada muito discreta, conseguiu um 7º posto no Campeonato de Flandres em setembro que junto a um 14º de Ioannis Tamouridis na Binche-Tournai-Binche (em outubro) foram os únicos resultados destacáveis nessas estreias em ditas provas por parte dos novos corredores estrangeiros.
Das novas incorporações -incluindo aos vascões Aberasturi e Bravo- o único Mestre, Tamouridis e Vrečer (graças a que participaram no Giro d'Italia) e Lobato (graças a que participou no Tour de France) chegaram a um número significativo de dias de competição finalizados entendendo como significativo mais de 50 já que por exemplo os que menos correram na temporada 2012 no extinto Euskaltel-Euskadi com um elenco de 23 corredores foram Peio Bilbao e Alan Pérez com 43 dias e Víctor Cabedo com 53. Enquanto no 2012 só os dois mencionados baixaram de 50 dias nesta temporada 2013 foram até nove (um terço do elenco).

### Anúncio do desaparecimento e novo projecto que finalmente não surgiu
A difícil situação financeira da equipa, levou a anunciar o seu desaparecimento 4 dias dantes de começar a Volta a Espanha. Inteirado da situação, o piloto de Fórmula 1 Fernando Alonso (amigo pessoal de Samuel Sánchez), começou a realizar contactos com os proprietários da equipa com o fim de comprar a licença e evitar que desaparecesse. A 2 de setembro assinou-se um princípio de acordo onde todos os contratos vigentes para 2014 e 2015 seriam respeitados. Mas o acordo final não chegou e a 23 de setembro foi anunciada o desaparecimento definitivo do Eskaltel Euskadi.

#### Corredores em procura de equipa
Ainda que em princípio todos os corredores da equipa quiseram se manter em activo mal conseguiram equipa a metade deles. Relativo à máxima categoria Igor Antón, Íon e Gorka Izagirre e Juan José Lobato conseguiram um vazio no Movistar, Mikel Landa foi-se ao Astana; Mikel Nieve ao Sky; Romain Sicard ao Europcar; e Samuel Sánchez, depois de umas duras negociações, foi ao BMC Racing; (8 corredores). Por sua vez Peio Bilbao encontrou vazio numa equipa de uma categoria menor, no Caixa Rural-Seguros RGA.
Mikel Astarloza, Jorge Azanza, Egoi Martínez, Adrián Sáez de Arregi, Rubén Pérez e Steffen Radochla cedo deram-se por vencidos e anunciaram a sua retirada. André Schulze encontrou vazio como director desportivo do Bora-Argon 18 e Jorge Azanza, um ano depois, assinou como director desportivo do Fundação Euskadi-EDP (8 corredores).
O resto únicamento puderam encontrar espaços em equipas de categoria Continental ainda que só Jure Kocjan, Ricardo Mestre e Ioannis Tamouridis com uma trajectória estável já que a maioria só correram uma temporada. A destacar o caso de Juan José Oroz -que junto a Pablo Urtasun se viu envolvido no fracassado projecto do PinoRoad- que só correu uns meses com o Burgos BH-Castilla e León, onde conseguiu a sua única vitória profissional e apesar disso, ante a falta de ofertas de categoria superior, se retirou para ser director desportivo do Lizarte.
Por sua vez Robert Vrečer não chegou a estreiar no Vorarlberg, que anunciou o seu contrato, depois de um positivo num controle antidopagem realizado na Volta a Polónia de 2013.

## Corredor melhor classificado nas Grandes Voltas
| Ano  | Giro d'Italia       | Tour de France       | Volta a Espanha                 |
| ---- | ------------------- | -------------------- | ------------------------------- |
| 1994 | -                   | -                    | 29.º Peio Ruiz Cabestany        |
| 1995 | -                   | -                    | 70.º Íñigo González de Heredia  |
| 1996 | -                   | -                    | 28.º Iñaki Aiarzaguena          |
| 1997 | -                   | -                    | 27.º Ibon Ajuria                |
| 1998 | -                   | -                    | 7.º Álvaro González de Galdeano |
| 1999 | -                   | -                    | 14.º Íñigo Chaurreau            |
| 2000 | -                   | -                    | 6.º Roberto Laiseka             |
| 2001 | -                   | 12.º Íñigo Chaurreau | 11.º Iban Mayo                  |
| 2002 | -                   | 39.º Haimar Zubeldia | 5.º Iban Mayo                   |
| 2003 | -                   | 5.º Haimar Zubeldia  | 18.º Iker Flores                |
| 2004 | -                   | 26.º Iker Camaño     | 15.º Samuel Sánchez             |
| 2005 | 17.º Samuel Sánchez | 15.º Haimar Zubeldia | 10.º Samuel Sánchez             |
| 2006 | 35.º Iker Flores    | 8.º Haimar Zubeldia  | 7.º Samuel Sánchez              |
| 2007 | 68.º Markel Irizar  | 4.º Haimar Zubeldia  | 3.º Samuel Sánchez              |
| 2008 | 54.º Iván Velasco   | 6.º Samuel Sánchez   | 9.ºe Egoi Martínez              |
| 2009 | -                   | 42.º Egoi Martínez   | 2.º Samuel Sánchez              |
| 2010 | -                   | 2.º Samuel Sánchez   | 10.º Mikel Nieve                |
| 2011 | 10.º Mikel Nieve    | 5.º Samuel Sánchez   | 10.º Mikel Nieve                |
| 2012 | 10.º Mikel Nieve    | 17.º Egoi Martínez   | 9.º Igor Antón                  |
| 2013 | 11.º Samuel Sánchez | 12.º Mikel Nieve     | 8.º Samuel Sánchez              |

## Palmarés
Para anos anteriores, veja-se Palmarés do Euskaltel Euskadi

### Palmarés de 2013

#### UCI WorldTour
| Datas      | Carreiras                          | Ganhador       |
| 8 de junho | 7.ª etapa do Critérium do Dauphiné | Samuel Sánchez |

#### Circuitos Continentais UCI
| Datas       | Circuito                     | Carreiras                                   | Ganhador         |
| 12 de abril | UCI Europe Tour de 2012-2013 | 1.ª etapa da Volta a Castela e Leão de 2013 | Pablo Urtasun    |
| 13 de abril | UCI Europe Tour 2012-2013    | 2.ª etapa da Volta a Castela e Leão de 2013 | Juan José Lobato |
| 31 de julho | UCI Europe Tour de 2012-2013 | Circuito de Guecho                          | Juan José Lobato |

#### Campeonatos nacionais
| Datas       | Carreiras                                 | Ganhador           |
| 21 de junho | Campeonato da Grécia Contrarrelógio (CRI) | Ioannis Tamouridis |
| 23 de junho | Campeonato da Grécia em Estrada           | Ioannis Tamouridis |

## Elenco
Para anos anteriores, ver Elencos da Euskaltel Euskadi

### Elencos de 2013
| Nome                  | Nascimento | Nacionalidade | Equipa 2012        |
| Jon Aberasturi        | 28/03/1989 | Espanha       | Orbea Continental  |
| Igor Antón            | 02/03/1983 | Espanha       | Euskaltel-Euskadi  |
| Mikel Astarloza       | 17/11/1979 | Espanha       | Euskaltel-Euskadi  |
| Jorge Azanza          | 16/06/1982 | Espanha       | Euskaltel-Euskadi  |
| Peio Bilbao           | 25/02/1990 | Espanha       | Euskaltel-Euskadi  |
| Garikoitz Bravo       | 31/07/1989 | Espanha       | Caixa Rural        |
| Tarik Chaoufi         | 26/02/1986 | Marrocos      | Neoprofesional     |
| Ricardo García        | 26/02/1988 | Espanha       | Euskaltel-Euskadi  |
| Gorka Izagirre        | 07/10/1987 | Espanha       | Euskaltel-Euskadi  |
| Íon Izagirre          | 04/02/1989 | Espanha       | Euskaltel-Euskadi  |
| Jure Kocjan           | 18/10/1984 | Eslovênia     | Team Type 1-Sanofi |
| Mikel Landa           | 13/12/1989 | Espanha       | Euskaltel-Euskadi  |
| Juan José Lobato      | 29/12/1988 | Espanha       | Andaluzia          |
| Egoi Martínez         | 15/05/1978 | Espanha       | Euskaltel-Euskadi  |
| Ricardo Mestre        | 11/09/1983 | Portugal      | Tavira-Prio        |
| Miguel Mínguez        | 30/08/1988 | Espanha       | Euskaltel-Euskadi  |
| Mikel Nieve           | 26/05/1984 | Espanha       | Euskaltel-Euskadi  |
| Juan José Oroz        | 11/07/1980 | Espanha       | Euskaltel-Euskadi  |
| Rubén Pérez           | 30/10/1981 | Espanha       | Euskaltel-Euskadi  |
| Steffen Radochla      | 19/10/1978 | Alemanha      | Team NSP-Ghost     |
| Adrián Sáez de Arregi | 17/03/1986 | Espanha       | Euskaltel-Euskadi  |
| Samuel Sánchez        | 05/02/1978 | Espanha       | Euskaltel-Euskadi  |
| André Schulze         | 21/11/1974 | Alemanha      | Team NetApp        |
| Alexander Serebryakov | 25/09/1987 | Rússia        | Team Type 1-Sanofi |
| Romain Sicard         | 01/01/1988 | França        | Euskaltel-Euskadi  |
| Ioannis Tamouridis    | 03/06/1980 | Grécia        | SP Tableware       |
| Pablo Urtasun         | 29/03/1980 | Espanha       | Euskaltel-Euskadi  |
| Gorka Verdugo         | 04/11/1978 | Espanha       | Euskaltel-Euskadi  |
| Robert Vrečer         | 08/10/1980 | Eslovênia     | Team Vorarlberg    |

1. ↑  Até 15 de agosto.